# Nosoderma inaequalis
Nosoderma inaequalis is een keversoort uit de familie somberkevers (Zopheridae). De wetenschappelijke naam van de soort werd in 1835 gepubliceerd door Thomas Say.